# Galium canescens
Galium canescens är en måreväxtart som beskrevs av Carl Sigismund Kunth. Galium canescens ingår i släktet måror, och familjen måreväxter. Inga underarter finns listade i Catalogue of Life.